# Thom Barth

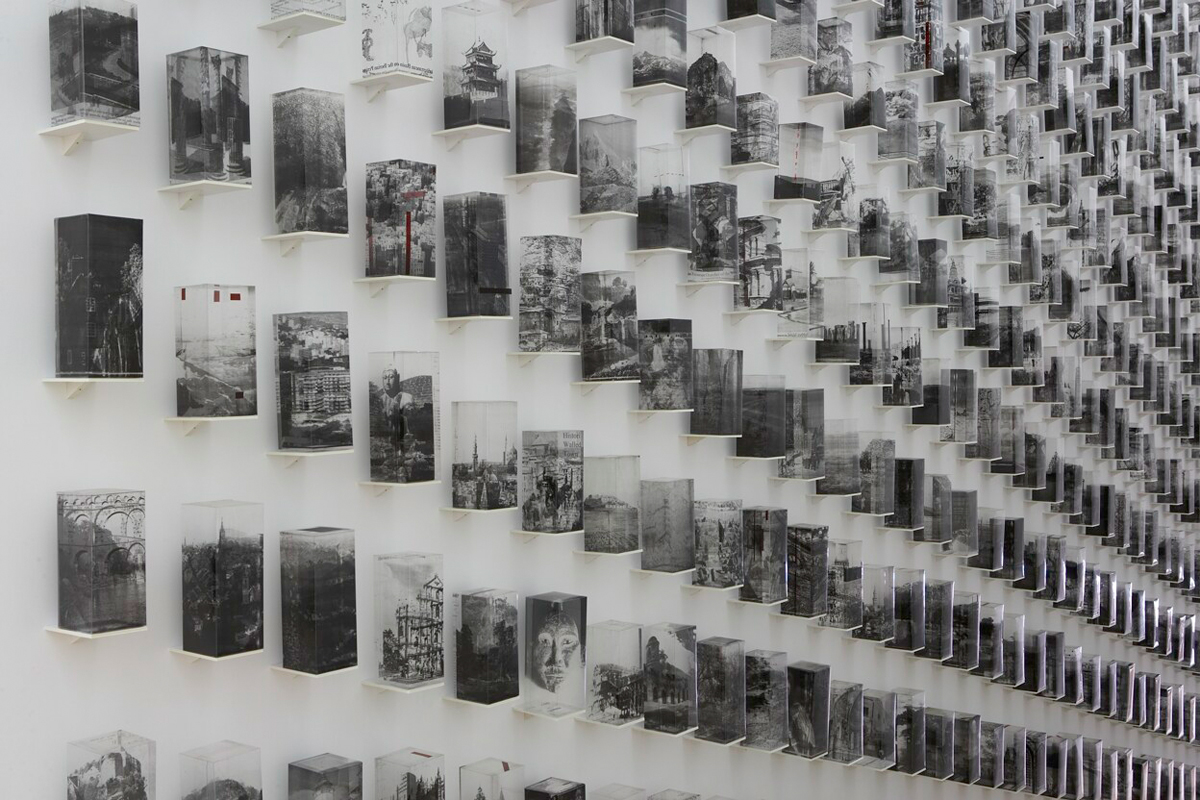
Thom Barth: pieces

Thom Barth (* 1951 in Friedrichshafen) ist ein deutscher Konzeptkünstler.

## Biografie
Thom Barth studierte von 1972 bis 1974 an der Staatlichen Hochschule für bildende Künste in Frankfurt am Main und von 1974 bis 1981 an der Akademie der bildenden Künste in Wien.
Von 1995 bis 1996 hatte Barth eine Gastprofessur an der Staatlichen Akademie der bildenden Künste in Karlsruhe inne. Darüber hinaus dozierte er 1997 an der Hochschule für Gestaltung im Zentrum für Kunst und Medientechnologie in Karlsruhe und in den Jahren 2009 und 2010 an der Zeppelin Universität in Friedrichshafen.
Heute lebt und arbeitet Barth in Tettnang am Bodensee.

## Werk
Barth arbeitet in den Medien Malerei, Grafik und Installation. Bereits für seine frühen installativen Arbeiten verwendete er transparente bedruckbare Montagefolien.
1987 präsentierte Barth in der Zürcher Galerie Schedle & Arpagaus das Werk Gefußter Tisch, ein handelsüblicher, aber sichtlich gebrauchter Küchentisch, auf welchem in einer fragilen Konstruktion ein menschliches Gehirn mit einem Stein aufgewogen wird.
Im selben Jahr übertrug Barth für das Palais Liechtenstein des Museums Moderner Kunst in Wien eine vollständige Reproduktion des mit barocken Fresken und Malereien reich ausgeschmückten Herkulessaales auf Montagefolien.
Solchermaßen übergroße Kuben schuf Barth noch in weiteren Installationen.
In der für die Ausstellung Installation, Bilder, Zeichnung der Galerie Löhrl in Mönchengladbach entstandenen Installation von 1991 konfrontierte Barth sich zwei farblich diametral entgegenstehender Kuben. Barth bedruckte seine Folien weiterhin nur graustufige, gestaltete hier aber erstmals einen völlig transparenten Kubus, der aus lediglich unbedruckten Folien bestand. Für den zweiten Kubus griff Barth auf seine Arbeit mit dem menschlichen Gehirn zurück.
Ebenfalls 1991 umspannte Barth mit Blackbox – Whitebox den Ausstellungsraum des Salzburger Kunstvereins, der ganzseitig von einem Flur umgeben ist, überlebenshoch mit Folienbändern.
1992 entwickelte Barth die Arbeit mit solchen Folienwänden in Form frei von der Decke herabhängender Folien weiter. Oftmals schuf er dabei einen Installationsaufbau, der parallel zueinander angeordnete Folien vorsah und damit eine Korridorsituation imitierte. Solche Arbeiten entwickelte Barth u. a. für den Neuen Aachener Kunstverein, das Goethe-Institut in Brüssel sowie den Kunstverein Konstanz.
Im Rahmen einer Ausstellungstournee waren von 1991 bis 1992 Werke Barths im Ludwig Forum Aachen, im Museum of Contemporary Art der University of South Florida in Tampa, dem Jacksonville Art Museum und im Samuel P. Harn Museum in Gainesville zu sehen.
Die 1993 gemeinsam von den Kunstvereinen Freiburg und Göttingen ausgerichtete Ausstellung Im Heimatring widmete sich ausschließlich den von Barth als Flachwaren bezeichneten Wandarbeiten, die seit Ende der 80er Jahre als umfassende Werkgruppe neben den installativen Arbeiten entstanden.
In Berlin stellte Barth 1994 in der Galerie EIGEN+ART aus, die heute zu den auf dem Kunstmarkt international erfolgreichsten Galerien Deutschlands zählt.
1995 gestaltete Barth das Bühnenbild für eine Inszenierung Jean Paul Sartres Geschlossene Gesellschaft des Theaters für Vorarlberg in Bregenz.
Im Jahr 2000 richteten der Kunstverein und das Zeppelin-Museum Friedrichshafen gemeinsam eine Retrospektive aus, die das vielfältige Schaffen Barths in den 1990er Jahren repräsentierte. Mit mehreren hundert Werken vermittelte die Ausstellung einen plastischen Eindruck davon, in welcher Diversität Barths immer neue Auseinandersetzung mit dem Verfahren der Kopie und seinem bevorzugten Material der Montagefolie mündet.
Als Stipendiat des Kunstfonds Bonn wirkte Barth ebenfalls im Jahr 2000 im Kunstverein Düsseldorf bei der Ausstellung Kabinett der Zeichnung mit und präsentierte dort zehn grafische Arbeiten.
Anlässlich der Documenta11 installierte Barth 2002 in und an der Martinskirche in Kassel mehrere zusammenhängende, mit magentafarbenen Folien bespannte Kuben.
Mit der Installation Quader OTT konzipierte Barth zur 4. Triennale zeitgenössischer Kunst Oberschwaben im Jahr 2008 erneut einen magentafarbenen Kubus für einen Kirchenbau. Hier ließ Barth in der Schlosskirche Friedrichshafen einen 3,5 × 3,5 × 8,5 Meter Großen Kubus von der Decke des barocken Sakralbaus herabhängen.
Eine erstmals in seinem Werk auftauchende Verbindung von Malerei und Installation zeigte Barth mit der Ausstellung FETTEFlecken im Kunstraum Kreuzlingen 2005. Barth hängte hier eine der Wände des Ausstellungsraumes fast vollständig mit einer Vielzahl an Spiegelplatten ab und integrierte hierin mehrere plastisch-malerische Arbeiten, die in Format, Grund und Material differierten.
2007 präsentierte Barth in einer Ausstellung im Kunstmuseum Liechtenstein insgesamt 878 je 10 × 10 × 23–26 cm große Kuben, wovon jeder ein Motiv einer Kulturstätte trug, die von der UNESCO zum Weltkulturerbe erklärt wurde. Unterdessen vervollständigte Barth diese Arbeit: 1050 Kuben in Normgröße von Milchpackungen repräsentieren alle von der UNESCO zum Weltkulturerbe erklärten Orte der Welt.
Für den Neubau des Zentrums für Psychiatrie in Friedrichshafen gestaltete Barth 2012 die dreiteilige Arbeit Schüssel, Latten und Vitrinen, die Barth in Relation zu Architektur und Funktion des Gebäudes konzipierte, sowie das Werk sich auch mit der Psychiatrie als sozialem Ort auseinandersetzt. Ein Teil der Arbeit wird in einem partizipativen Prozess durch die Klinikpatienten andauernd mitgestaltet und weiterentwickelt.

## Publikationen
- 1984: THOM BARTH. Anlässlich der Ausstellung im Städtischen Bodensee-Museum, Friedrichshafen. Mit Beiträgen von Lutz Tittel und Thom Barth. Lorenz Senn, Tettnang.
- 1987: Kubus 3-87 Kopie Marmorsaal. Anlässlich der Ausstellung im Palais Liechtenstein des Museum Modernen Kunst, Wien. Mit einem Beitrag von Dieter Ronte. Paul Renner, München.
- 1987: Kubus 5-87 Der Natur und ihren Verehrern. Anlässlich der Ausstellung in der Galerie Schedle & Arpagaus, Zürich. Mit Beiträgen von Hermann Kinder und Christof Schmitz.: Agentur für Zeitkunst, Zürich.
- 1991: Leerstücke. Anlässlich der Ausstellung in der Impulse-Galerie Löhrl, Mönchengladbach.
- 1991: Whitebox – Blackbox. Anlässlich der Ausstellung im Salzburger Kunstverein. Mit einem Beitrag von Martin Hentschel.
- 1991: Kubus 13-91 Frühbeet II. Anlässlich der Ausstellung im Kunstmuseum Singen.
- 1992: Aus den Netzen / Out of web. Anlässlich der Ausstellung im Kunstverein Konstanz. Mit Beiträgen von Martin Henschel. Edition Cantz, Ostfildern, ISBN 3-89322-522-6.
- 1993: Im Heimatring, Wandarbeiten 1988-93. Anlässlich der Ausstellung in den Kunstvereinen Freiburg und Göttingen. Mit Beiträgen von Stephan Berg und Gerhard Mack. Edition Cantz, Ostfildern, ISBN 3-89322-577-3.
- 1996: Die siebten Lieferanten Wanderwege. In: DIE GABE, eine Sammlung. Olaf Nicolai und Thom Barth.
- 1997: Das große Ding, die Arbeit und der Schrank. Anlässlich der Ausstellung im Württembergischen Kunstverein, Stuttgart. Mit Beiträgen von Martin Hentschel und Boris Groys. Edition Tertium, Ostfildern, ISBN 3-930717-42-5.
- 1999: Levità Infinita. Anlässlich der Ausstellung im Studio La Citta, Verona.
- 2000: Welt aus Stellung. Anlässlich der Ausstellung im Zeppelin-Museum, Friedrichshafen. Mit Beiträgen von Dirk Blübaum, Andrea Hofmann, Florian Rötzer und Johannes Meinhardt. Robert Gessler, Friedrichshafen, ISBN 3-86136-047-0.
- 2000: Thom Barth. Ausgabe 50 des Künstler – Kritisches Lexikon der Gegenwartskunst. Mit einem Beitrag von Gerhard Mack.
- 2013: Schüssel, Latten und Vitrine. Anlässlich des Kunst am Bau Projektes für das Zentrum für Psychiatrie, Friedrichshafen. Mit Beiträgen von Friedemann Malsch, Herbert Köhler, Frank-Thorsten Moll und Thom Barth.

## Ausstellungen (Auswahl)

### Einzelausstellungen
1987: Kubus 3-87 Kopie Marmorsaal. Museum Moderner Kunst - Palais Liechtenstein, Wien (Kat.)
- Kubus 5-87 Der Natur und ihren Verehrern. Galerie Schedle & Arpagaus, Zürich (Kat.)

1988: Kubus 6-88 Kopie Statt. Galerie Bernd Lutze, Friedrichshafen
1990: Kubus 11-90 Frühbeet. Galerie Stadtpark, Krems
1991: Leerstücke. Impulse-Galerie Löhrl, Mönchengladbach (Kat.)
- Kubus 13-91 Frühbeet II. Kunstmuseum Singen / Umspannwerk, (Kat.)
- Whitebox-Blackbox. Salzburger Kunstverein (Kat)

1992: Kubus 16-92 Draußen Rein Horch. Kunstraum Wuppertal
- Wanderwege. Neuer Aachener Kunstverein
- weit-sicht-weit, Goethe-Institut, Brüssel (Kat.)
- Aus den Netzen. Kunstverein Konstanz (Kat.)

1993: Im Heimatring. Kunstverein Freiburg, Kunstverein Göttingen (Kat.)
1994: Der Kreis schließt sich nicht. Galerie Paszti-Bott, Köln
1995: Bühnenbild zu Geschlossene Gesellschaft (J.P.Sartre). Theater für Vorarlberg, Bregenz
- weit-sicht-weit II. Galerie Mueller-Roth, Stuttgart

1997: KLONE + freie Radikale. KunstMitte, Berlin / Impulse-Galerie Löhrl, Mönchengladbach
- Das große Ding, die Arbeit und der Schrank. Württembergischer Kunstverein, Stuttgart (Kat.)

1998: Kubus 19-98 RED LOOM. Galerie Lisi Hämmerle, Bregenz
1999: AWODADA - Vol.0. Galerie Mueller-Roth, Stuttgart
- Thom Barth. Studio la Citta, Verona (Kat.)

2000: THOM BARTH senso titolo. Chiesa di San Paolo, Modena
- Welt aus Stellung. Zeppelin-Museum und Kunstverein Friedrichshafen (Kat.)

2001: Galerie De Gryse, Tielt
2002: Galerie Ryser & Naef, Stein am Rhein
2003: Das UNESCO-Projekt. Forum Kunst, Heidelberg
2005: FETTEFlecken. Kunstraum Kreuzlingen
2008: Le Nest. Museum Katharinenhof, Kranenburg
2010: BILDUNGSCAMPTHOMBARTH. In Zusammenarbeit mit der Zeppelin Universität, Friedrichshafen.
2012: Thom Barth Projekt KfP. Galerie Bernd Lutze, Friedrichshafen
2013/14:GANG von Lalibela nach Aleppo. Kunst-Raum-Akademie, Weingarten
2015: Thom Barth, 1000 Jahre schwarzes Quadrat. rittergallery, Klagenfurt

### Gruppenausstellungen
1985: 4, Biennale der Grafik. Baden-Baden (Kat.)
1989: See-Berg. Künstlerhaus Thurn & Taxis, Bregenz (Kat.)
1990: andernorts. Galerie Bauer & Bloessl, Nürnberg (Kat.)
- Sculptures. Galerie Debras-Bical, Brüssel (Kat.)

1991/92: Transparenz - Transzendenz. Ludwig-Forum, Aachen / USF Art Museum, Tampa / Samuel P. Harn Museum, Gainesville / Jacksonville Art Museum (Kat.)
1993: Magazin im Magazin. Architekturzentrum Wien, Vorarlberger Kunstverein, Bregenz (Kat.)
- I AM YOU billboard campaign. In mehr als 20 Städten weltweit (Kat.)

1994: private mix. Galerie EIGEN+ART, Berlin (Kat.)
1995: Copy-grafien. Neues Museum Weserburg, Bremen
1999: ZOOM - Ansichten zur deutschen Gegenwartskunst. Sammlung LB, Stuttgart (Kat.)
2000: Kabinett der Zeichnung. Kunstverein Düsseldorf (Kat.)
2001: BLACK & WHITE IS BEAUTIFUL. Studio La Citta, Verona (Kat.)
- Kunst auf Rezept. Museum Ratingen u. a. (Kat.)
- ZEIT/RÄUME. 2. Triennale zeitgenössischer Kunst Oberschwaben, Biberach

2002: Der freie Blick. Martinskirche Kassel, anlässlich der Documenta11 (Kat.)
- Blick & Bild. Kunstmuseum Singen / Städtische Galerie Konstanz / Kartause Ittingen

2003/04: Zwischen Mythos und Moderne. Kunstmuseum Liechtenstein, Vaduz
2007: Auszeit / Kunst und Nachhaltigkeit. Kunstmuseum Liechtenstein, Vaduz (Kat.)
- gestochen scharf! - Die Kunst zu reproduzieren. Zeppelin-Museum, Friedrichshafen (Kat.)

2008: Quader OTT. 4. Triennale zeitgenössischer Kunst Oberschwaben, Schlosskirche Friedrichshafen (Kat.)
- 30 Jahre Galerie Lutze. Galerie Lutze, Friedrichshafen (Kat.)

2009: Collagen Sammeln. Kunstverein Augsburg
2010: GRAFFITI - POETRY. UBR Galerie, Salzburg
- Blendwerk. Schloß Achberg (Kat.)

2011: Farbe Raum Konzept. Galerie Schütte, Essen (Kat.)
2012: Realität und Abstraktion 2. Museum Liaunig, Neuhaus (Kat.)
2013: die Welt von oben. Zeppelin-Museum, Friedrichshafen (Kat.)
2015: Imago Mundi - germany, mon amour! Luciano Benetton Collection, Venedig

## Auszeichnungen
- 1976: Rudolf-Hauser-Förderpreis
- 1977: Fügerpreis
- 1977–80: Auslandsstipendium des Ministeriums für Bildung und Kunst der Republik Österreich
- 1979: Theodor-Körner-Preis
- 1992: Kunstpreis der Stadt Konstanz